# Sesuvium
Sesuvium  es un género de plantas suculentas en la familia de las Aizoaceae.

## Descripción
Son plantas anuales o perennes, postradas o ascendentes. Hojas opuestas o alternas, generalmente pecioladas y heteromorfas, sin estípulas. Flores solitarias axilares. Perianto de 5 tépalos, soldados en tubo corto, obcónico, con lóbulos triangulares, patentes, de márgenes membranáceos, corniculados subapicalmente en el dorso. Estambres de 5 a numerosos, insertos en la garganta del perianto, libres o soldados en la base formando un anillo. Ovario súpero, con 2-5 lóculos; rudimentos seminales numerosos en cada lóculo, de placentación axilar; estilos linear-claviformes, estigmatíferos por su cara interna. Pixidio con 2-5 lóculos, membranáceo. Semillas numerosas, redondeado-subreniformes, de hilo saliente.

## Taxonomía
Sesuvium fue descrito por L., y publicado en Syst. Nat. ed. 10: 1052, 1058, 1371 (1759). La especie tipo es: Sesuvium portulacastrum (L.) L. (Portulaca portulacastrum L.)
Etimología
Sesúvium: nombre genérico que deriva del latín: sesuvium -i = sinónimo de sedum (lat. sedum, -i n. = nombre de diversas crasuláceas de los géneros Sedum y Sempervivum)

## Especies
- Sesuvium acutifolium Miq.
- Sesuvium ayresii Marais
- Sesuvium brevifolium Schumach.
- Sesuvium congense Welw. ex Oliv.
- Sesuvium crithmoides Welw.
- Sesuvium crystallinum Welw. ex Oliv.
- Sesuvium digynum Welw. ex Oliv.
- Sesuvium distylum Ridl.
- Sesuvium eastwoodianum Howell
- Sesuvium edmonstonei Hook.f.
- Sesuvium edule Wight ex Wall.
- Sesuvium erectum Correll
- Sesuvium hoepfnerianum Schinz
- Sesuvium hydaspicum (Edgew.) Gonç.
- Sesuvium longifolium Humb. & Bonpl. ex Willd.
- Sesuvium maritimum (Walter) Britton, Sterns & Poggenb.
- Sesuvium mesembryanthemoides Welw.
- Sesuvium microphyllum Willd. - yerba del vidrio en Cuba.[4]
- Sesuvium nyasicum (Baker) Goncalves
- Sesuvium ortegae Spreng.
- Sesuvium parviflorum DC.
- Sesuvium pedunculatum Pers.
- Sesuvium pentandrum Elliott
- Sesuvium portulaca Crantz
- Sesuvium portulacastrum (L.) L.
- Sesuvium quadrifidum F.Muell.
- Sesuvium repens Willd.
- Sesuvium revolutifolium Ortega
- Sesuvium revolutum Pers.
- Sesuvium sessile Pers.
- Sesuvium sessiliflorum Domb. ex Rohrb.
- Sesuvium sesuvioides (Fenzl) Verdc.
- Sesuvium spathulatum Kunth
- Sesuvium trianthemoides Correll
- Sesuvium uvifolium Sessé & Moc.
- Sesuvium verrucosum Raf.